# Catranîc (stație c.f.), Fălești
Catranîc - stație de cale ferată este un sat-stație de cale ferată din cadrul comunei comunei Egorovca din raionul Fălești, Republica Moldova.
În perioada sovietică, stația de calea ferată Catranâc făcea parte din comuna (sovietul sătesc) Egorovca, raionul Fălești. În sat funcționau o școală generală de 8 clase, casă de cultură cu instalație pentru cinematograf, punct medical, grădiniță-creșă, o bibliotecă, magazin, centru de telecomunicații.